# Rive droite

La rive droite di Parigi comprende gli arrondissement situati a nord della Senna

Il termine rive droite, che in francese significa "riva destra", designa per antonomasia la porzione della città di Parigi situata sulla riva nord della Senna.
Tale zona, si contrappone alla rive gauche, ossia alla parte di città che si trova a sud della Senna. 
La rive droite comprende i seguenti arrondissement:
| - I arrondissement (esclusa l'île de la Cité) - II arrondissement - III arrondissement - IV arrondissement (esclusa l'île de la Cité e l'île Saint-Louis) - VIII arrondissement - IX arrondissement - X arrondissement - XI arrondissement - XII arrondissement - XVI arrondissement - XVII arrondissement - XVIII arrondissement - XIX arrondissement - XX arrondissement |